# Citicorp Building
Citicorp Building (známý též jako Citigroup Building nebo také One Court Square) je mrakodrap stojící v newyorském obvodu Queens. Má 50 nadzemních a 4 podzemní patra. Výška je 200,5 m, je tak nejvyšší mrakodrap v New Yorku stojící mimo Manhattan. Navrhla jej firma Skidmore, Owings and Merrill pro firmu Citigroup a byl dokončen v roce 1990. V budově se nachází převážně kancelářské prostory (asi 130 000 m2).